# 克瓦雷利市鎮

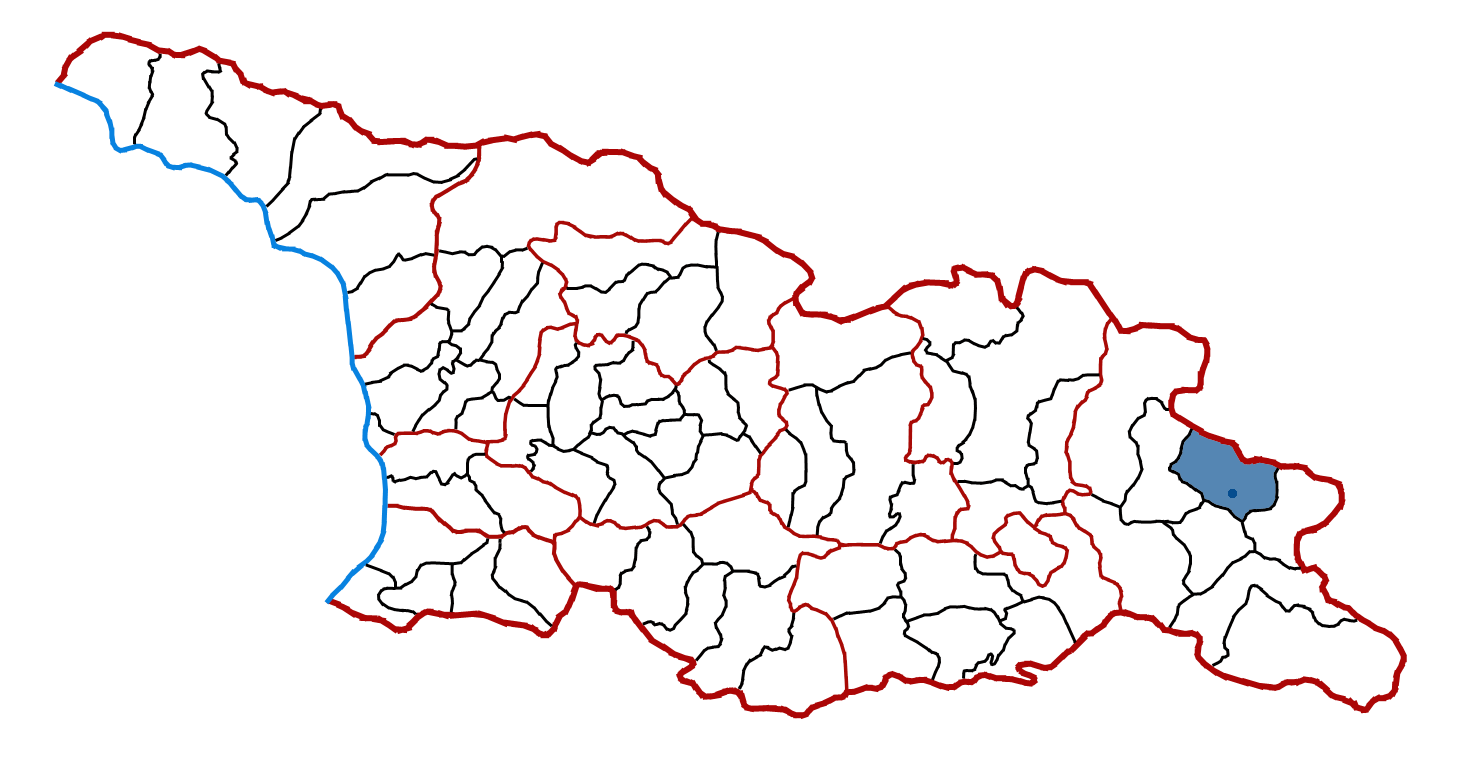

41°57′05″N 45°48′06″E / 41.9514°N 45.8017°E
克瓦雷利市鎮，是格魯吉亞東部卡赫蒂大区的市镇，行政中心为克瓦雷利。市镇面積为1,001平方公里，2014年人口数量为29,827人，人口密度每平方公里38人。